# Anglické regiony
Regiony představují v současnosti nejvyšší úroveň samosprávních celků Anglie. Pouze v čele Londýna stojí přímo volené zastupitelstvo.

## Historie
V druhé polovině prvního milénia došlo k rozdělení Anglie na jednotlivá království (Kent, Sussex, Wessex, Essex, East Anglia, Mercia a Northumbria) zhruba odpovídalo současnému členění na regiony. V době protektorátu Olivera Cromwella byla Anglie spravována podobným regionálním způsobem.
Rozdělením Anglie na administrativní části bylo zvažováno krátce před první světovou válkou. Roku 1912 prošel parlamentem zákon, který měl ustanovit parlament v Irsku a součástí rozpravy byla i úvaha o podobné strukturalizaci Velké Británie. V polovině téhož roku Winston Churchill představil svou vizi o vytvoření 10 až 12 regionálních parlamentů v rámci Velké Británie. Ačkoli k jejich ustavení nedošlo, myšlenka o regionálním členění Anglie byla přijata.
V dubnu 1994 vláda Johna Majora zřídila deset vládních regionálních úřadů pro Anglii. Různé vládní kanceláře existovaly v regionech již před rokem 1994, ale jejich vznik byl spíše nahodilý. Na počátku tyto úřady prováděly činnosti spadající do pravomocí Ministerstva obchodu a průmyslu, Ministerstva zaměstnanosti, Ministerstva dopravy a Ministerstvy životního prostředí. Podpis Maastrichtské smlouvy podpořil vytyčení hranic regionů a volby členů Výboru regionů.
Po volbách v roce 1997 vláda zřídila Regionální rozvojové agentury. Anglické regiony také nahradily původní regiony pro statistické účely. Původně ustavený region Merseyside byl roku 1998 zrušen jako samostatný region a jeho oblast začleněna do Severozápadní Anglie.

## Seznam regionů
1. East Midlands
2. Východní Anglie
3. Velký Londýn
4. Severovýchodní Anglie
5. Severozápadní Anglie
6. Jihovýchodní Anglie
7. Jihozápadní Anglie
8. West Midlands
9. Yorkshire a Humber

## Současnost
V roce 1998 byla v regionech vytvořena zastupitelstva. Pravomoci zastupitelstev jsou omezena a mimo Londýn jejich členové nejsou voleni v přímých volbách. Správní funkce regionů vycházejí z agend, které jim předaly jednotlivá ministerstva, nebo se jedná o převzetí agend zrušených nižších úrovní samosprávy.
V každém regionu existuje vládní úřad (se zodpovědností za rozvoj průmyslu, zaměstnanosti, zemědělství, dopravu a životní prostředí) a přidružená regionální rozvojová agentura. Vzhledem k tomu, že členové regionálních zastupitelstev nejsou, mimo Londýn, voleni přímo, jsou nominováni radami samosprávných celků nižší úrovně a 30% reprezentuje místní investory.
Od roku 1999 jsou regiony volebními obvody do Evropského parlamentu a oblastí pro statistické účely 1. úrovně v systému NUTS. Od 1. července 2006 existuje 10 Zdravotnických úřadů strategického rozvoje, které korespondují s obvody regionů s výjimkou Jihovýchodní Anglie, která je rozdělena na dvě části.
Struktura místní samosprávy Anglie není jednotná. Každý region je tak rozdělen na řadu správních celků různé úrovně. Londýn je rozčleněn na londýnské městské obvody, zatímco ostatní regiony se dělí na metropolitní hrabství, nemetropolitní hrabství a Unitary authority. Hrabství jsou dále členěna na distrikty a některé oblasti i na obce.